# Dragon Player
神龍播放器（Dragon Player）是一個精簡的媒體播放器。這是KDE 3的Codeine影片播放器改名後繼續進行開發，由於神龍播放器使用Phonon - 一個多媒體的API本身可以連接任何的多媒體框架，它將可播放於任何支持的多媒體框架。

## 功能
- 精簡的界面
- 恢復播放影片
- 支援字幕
- 影片顯示設置（亮度，對比度）
- 由於使用Solid和Phonon，神龍播放器是獨立於任何多媒體框架或硬件抽象層
- 支持播放CD和DVD [20]

## 外部連結
- (zh_TW)|  神龍播放器介紹（页面存档备份，存于）（繁體中文）
- (zh_CN)|  神龍播放器介紹（页面存档备份，存于）（简体中文）
- KDE-Apps.org（页面存档备份，存于） （英文）